# Super Cataplasma
Super Cataplasma fue el último de los tebeos en que Bruguera empleó al prefijo "super" y uno de los más efímeros junto a "Super Carpanta" (1977-1981). Como todos ellos tenían una extensión mayor que los tradicionales de la editorial, gracias al recurso de las reediciones de material antiguo. Con su portada y su título pretendía aprovechar la popularidad de uno de los personajes señeros de la escuela: El doctor Cataplasma de Martz Schmidt.
Era su director Mercedes Blanco Abelaira y contenía las siguientes series:
| Aparición  | Números                   | Título                                            | Historias de "continuará" | Autoría                         | Procedencia  |
| ---------- | ------------------------- | ------------------------------------------------- | ------------------------- | ------------------------------- | ------------ |
| 22/05/1978 | 1 al 6, 14 y 15           | Mortadelo y Filemón                               |                           |                                 |              |
| 22/05/1978 | 1, 2, 4 al 7 y 15         | Don Percebe y Basilio, cobradores a domicilio     |                           | Montse Vives/Rojas de la Cámara |              |
| 22/05/1978 | 1, 5, 6, 14 y 15          | Aspirino y Colodión                               |                           | Alfons Figueras                 |              |
| 22/05/1978 | 1 al 16                   | El doctor Cataplasma                              |                           | Schmidt                         |              |
| 22/05/1978 | 1 al 4, 10 al 14 y 16     | Zipi y Zape                                       |                           | Escobar                         |              |
| 22/05/1978 | 1, 2, 4, 11, 14 y 15      | Las hermanas Gilda                                |                           | Vázquez                         |              |
| 22/05/1978 | 1 al 3                    | Las extraordinarias aventuras de Alain Landier    |                           | Albert Weinberg                 | Franco-belga |
| 22/05/1978 | 1 y 6                     | Tete Gutapercha                                   |                           | Charly/Tran                     |              |
| 22/05/1978 | 1                         | Cucaracho                                         |                           | F. Serrano/Jiaser               |              |
| 22/05/1978 | 1 al 3, 7 al 10, 12 al 16 | Anacleto, agente secreto                          |                           | Vázquez                         |              |
| 22/05/1978 | 1, 3, 6, 12, 13 al 15     | La familia Trapisonda, un grupito que es la monda |                           | F. Ibáñez                       | Reedición    |
| 22/05/1978 | 1                         | Plurilópez                                        |                           | F. Serrano/Tran                 |              |
| 22/05/1978 | 1 al 3                    | Domingón                                          |                           | Gosset                          |              |
| 22/05/1978 | 1, 4 y 15                 | Angustio Vidal                                    |                           | Rojas de la Cámara              |              |
| 22/05/1978 | 1, 3, 5, 7, 8 y 16        | Bonifacio y Pedernal, una pareja informal         |                           | Jordi Pineda Bono               |              |
| 22/05/1978 | 1 al 7                    | Supernova                                         | El enigma de Humberton    | Víctor Alcázar/Edmond           | Reedición    |
| 22/05/1978 | 1                         | Carioco                                           |                           | Conti                           |              |
| 22/05/1978 | 1, 2, 4 y 5               | Camelio Majareto                                  |                           | Smidt                           |              |
| 24/07/1978 | 2 al 4                    | Publicidad O. K.                                  |                           | Colomer                         |              |
| 24/07/1978 | 2 al 4 y 14 al 16         | Don Salicilato                                    |                           | F. Camacho                      |              |
| 24/07/1978 | 2, 5, 6 y 8               | Los señores de Alcorcón y el holgazán de Pepón    |                           | Segura                          |              |
| 24/07/1978 | 2                         | Teresito                                          |                           | Blas Sanchis                    |              |
| 24/07/1978 | 1, 4, 6 al 13             | El Capitán Barlovento                             |                           | Castillo                        |              |
| 24/07/1978 | 2 al 7, 9 al 13 y 16      | Don Pío                                           |                           | Peñarroya                       |              |
| 24/07/1978 | 2, 4, 5 y 7               | Fantasmas de alquiler                             |                           |                                 | I. P. C.     |
| 24/07/1978 | 2 y 3                     | Don Terrible Buñuelos                             |                           | Alfons Figueras                 |              |
| 24/07/1978 | 2 y 3                     | Ataúlfo Cartabón                                  |                           | Rubio                           |              |
| 30/10/1978 | 3                         | Pitagorín                                         |                           | Peñarroya                       |              |
| 30/10/1978 | 3, 11 al 13 y 16          | Apolino Taruguez y su secretario                  |                           | Conti                           |              |
| 30/10/1978 | 3                         | Genovevo                                          |                           | Reg Parlett                     | I. P. C.     |
| 30/10/1978 | 3                         | Pillo y Bollo                                     |                           | David                           |              |